# Henryk Friedman
Henryk Friedman (ur. 1903, zm. 1942) – polski szachista i dziennikarz żydowskiego pochodzenia, medalista olimpijski.

## Kariera szachowa
Należał do ścisłej czołówki polskich szachistów w okresie międzywojennym. W latach 1926–1939 siedmiokrotnie zwyciężył oraz dwukrotnie zajął II miejsce w mistrzostwach Lwowa. Uczestniczył we wszystkich przedwojennych finałach mistrzostw Polski: czterech indywidualnych oraz dwóch drużynowych. Najlepsze wyniki zanotował w roku 1935 w Warszawie, zajmując IV miejsce za Ksawerym Tartakowerem, Mieczysławem Najdorfem oraz Paulinem Frydmanem oraz w roku 1934, zdobywając w Katowicach brązowy medal wraz z reprezentacją Lwowa. Odniósł szereg znaczących rezultatów w turniejach indywidualnych, z których wymienić można zwycięstwa we Lwowie (1930), Łodzi (1935), Wiedniu (1936) i Czerniowcach (1936), jak również dzielone II miejsca w Kecskemét (1927) oraz w Warszawie (1933, turniej przedolimpijski). W roku 1935 reprezentował Polskę na szachowej olimpiadzie w Warszawie (na IV szachownicy), zdobywając wraz z drużyną brązowy medal. Rok później wystąpił także na olimpiadzie nieoficjalnej, rozegranej w Monachium.
Był silnym graczem korespondencyjnym. W pierwszym turnieju o mistrzostwo Polski zajął II miejsce. Grał również (na I szachownicy) w drużynie polskiej na olimpiadzie korespondencyjnej. W 1934 r. był jednym z założycieli Polskiego Związku Szachistów Korespondencyjnych, następnie zaś jego prezesem. Od 1933 r. zajmował się również redakcją oraz wydawaniem lwowskich czasopism Szachista oraz Przegląd Szachowy.
Po wybuchu II wojny światowej wystąpił jeszcze (w roku 1940) na turnieju o mistrzostwo Ukrainy. Dalsze jego losy są nieznane, prawdopodobnie po zajęciu Lwowa przez Niemców w 1941 r. został aresztowany, a w następnym roku zginął w hitlerowskim obozie.
Według retrospektywnego systemu Chessmetrics, najwyższy ranking osiągnął w listopadzie 1936 r., z wynikiem 2617 punktów zajmował wówczas 26. miejsce na świecie.